# 第35號小提琴奏鳴曲 (莫扎特)
莫扎特的A大調鍵盤與小提琴奏鳴曲，目錄第526號，於1787年在維也納完成。
這首奏鳴曲可以說是莫扎特最後一首嚴肅的同類型作品，較晚完成的F大調奏鳴曲（目錄第547號，1788年）在內容上來說，更偏向於一首小奏鳴曲。有部分的學者，包括Alfred Einstein在內，則是將目錄第454號、481號及本曲視為莫扎特的「三大」小提琴奏鳴曲。

## 分析
早期莫扎特的同類型作品在鍵盤部分有「為鍵琴」、「鍵琴或古鋼琴」等分別，隨著鍵琴逐漸被市場淘汰，目錄第526號使用的樂器也變為「古鋼琴或鍵琴」，顯示了古鋼琴正在擴大市場。
這首作品有三個樂章：
1. 非常快的快板
2. 行板（D大調）
3. 急板

第一樂章是奏鳴曲式，
拍子，鍵盤和小提琴都有各自的表現天地，相較於早期作品鍵盤明顯占優的態勢來說，二者在此可說是勢均力敵。奏鳴曲式的呈示部不脫A大調和屬調E大調的傳統設定，發展部則有些許令人驚喜的手法。
第二樂章也使用了奏鳴曲式，不過以古典主義時期的奏鳴曲式來說，這裡的發展部有著相當可觀的篇幅。在再現部到來之前，莫扎特使用了同音異名的手法，並藉此展開一段模進。第三樂章是輪旋奏鳴曲式，發展部轉至F♯小調，再現部則是以第二主題回歸。

## 錄音節選
- 亞瑟·葛羅米歐和瓦爾特·克林，《莫扎特作品錄音大全（英语：The Complete Mozart Edition）》，第15輯（422 515-2），Philips，1991年。
- 艾萨克·斯特恩和叶菲姆·布朗夫曼（Yefim Bronfman）：小提琴奏鸣曲K. 296 No. 17 、 K. 454 No. 32和 K. 526 No. 35 - 1994年。
- 希拉里·哈恩和Natalie Zhu：小提琴奏鸣曲K. 301 No. 18 、 K. 304 No. 21 、 K. 376 No. 24和 K. 526 No. 35 - 2005年。
- Vineta Sareika（法语）和阿曼丁·萨瓦里（Amandine Savary）：小提琴奏鸣曲K. 376 No. 24 、 K. 379 No. 27和 K. 526 No. 35 - 2019年。